# Parenchodus longipterygius
Parenchodus longipterygius è un pesce osseo estinto, appartenente agli aulopiformi. Visse nel Cretaceo superiore (Cenomaniano, circa 95 milioni di anni fa) e i suoi resti fossili sono stati ritrovati in Medio Oriente.

## Descrizione
Questo pesce era di piccole dimensioni (non superava i 10 centimetri di lunghezza) e possedeva un corpo alto e insolitamente corto, soprattutto se rapportato a quello di altre forme simili come Enchodus o Eurypholis. Come questi ultimi, la mandibola era dotata di un'enorme zanna anteriore, oltre che una serie di lunghi denti acuminati. La premascella era priva di finestre, e il postcleitro era lungo e stretto, e raggiungeva il margine inferiore del ventre. Altre caratteristiche di Parenchodus includevano la presenza di trenta vertebre nello scheletro assiale (delle quali solo sette addominali), pinna anale e pinna dorsale con base allungata, pinne pettorali molto sviluppate e poste in posizione ventrale e un corpo privo di scaglie eccezion fatta per tre scudi laterali alla base della coda e due scudi dorsali poco dopo il cranio. Parenchodus era inoltre caratterizzato dalla riduzione e dalla fusione degli elementi dell'endoscheletro della pinna caudale, profondamente biforcuta. 

## Classificazione
La struttura del cranio, l'assenza di scaglie e la fusione delle ossa della pinna caudale indicano che questo pesce era uno stretto parente di Enchodus, un pesce molto diffuso nel corso del Cretaceo nei mari di tutto il mondo. Enchodus e Parenchodus sono membri della famiglia Enchodontidae, comprendenti una serie di predatori marini dal corpo solitamente snello, di cui Parenchodus rappresenta una curiosa anomalia morfologica. 
Parenchodus longipterygius venne descritto per la prima volta nel 1987, sulla base di resti fossili ritrovati nella formazione Kefar Shaul nei pressi di Gerusalemme, in Israele.

## Paleoecologia
Parenchodus era probabilmente un piccolo predatore attivo, dal nuoto veloce. 